# Aló Presidente
Aló Presidente fue un programa de televisión conducido por el presidente de Venezuela, Hugo Chávez. Se transmitía los domingos a partir de las 11:00 a. m., hora local de Venezuela. El programa no tenía una hora de finalización predefinida, pero generalmente lo hacía alrededor de las 5:00 p.m.

## Descripción del programa
El primer programa se emitió por Radio Nacional de Venezuela el 23 de mayo de 1999, unos tres meses después de ser Hugo Chávez investido. El programa era emitido por el Sistema Nacional de Medios Públicos de Venezuela, encabezado por ViVe Televisión, Venezolana de Televisión, Radio Nacional de Venezuela, YVKE Mundial y otros medios regionales y locales semanalmente.
La directora del programa era Teresa Maniglia y el moderador el presidente Hugo Chávez. Durante el programa se exponen, describen y anuncian las iniciativas del gobierno entre otros muchos temas de interés nacional. 
En su origen, el principal aspecto del programa era la oportunidad que se daba a los televidentes de intervenir en antena mediante llamadas telefónicas para conversar en vivo con el presidente de la República, pero en ediciones posteriores este aspecto del programa perdió protagonismo y "Aló Presidente" se dispuso, en cambio, como lugar principal de anuncio de las medidas políticas del gobierno, siendo ese elemento la principal notoriedad del programa.
Frecuentemente es emitido fuera de estudio en transmisiones especiales desde distintos puntos de Venezuela, utilizando como escenario distintas obras que se inauguran en barrios y en el campo. En otras ocasiones se emite desde lugares en los que se llevan a cabo programas de bienestar social (Misiones bolivarianas) o incluso reuniones con altos cargos del gobierno.
En ocasiones, ministros del gobierno son requeridos a presenciar el programa en el set para rendir cuentas al país, teniendo que responder a preguntas de la comunidad presente en el lugar y de Hugo Chávez sobre determinadas cuestiones y recibiendo órdenes directas del presidente para resolver determinados problemas nacionales. 
A veces se dictan políticas públicas, o incluso planes militares en directo, por ejemplo, durante un programa en directo (la edición 306 de "Aló Presidente"), el presidente Chávez ordenó al ministro de defensa Gustavo Rangel que situase tropas en la frontera con Colombia (10 batallones) en respuesta a un ataque colombiano a las FARC en Ecuador que mató al líder guerrillero Raúl Reyes, asimismo encargó al entonces canciller Nicolás Maduro la retirada de todo el personal venezolano de Colombia (véase Crisis diplomática de Colombia con Ecuador y Venezuela de 2008).
Son comunes los saludos y mensajes al presidente de personas que se acercan para darle las gracias,  muestras de afecto o entregarle cartas. También el presidente saluda a distintos personajes de la vida pública nacional e internacional como artistas, deportistas y otros mandatarios, como por ejemplo Evo Morales, Rafael Correa, Luiz Inácio Lula da Silva, Cristina Fernández y Fidel Castro, al que frecuentemente saluda desde el programa.

## Críticas
A pesar de que "Aló Presidente" no  era el único espacio mediático conducido por presidentes en activo, puesto que el expresidente Rafael Correa, presidente de Ecuador desde enero de 2007 a mayo de 2017, disponía de un programa semanal de radio y televisión y Vladímir Putin comparecía anualmente ante las cámaras en el programa "Conversación con Putin", el formato del programa, así como el particular estilo retórico y discursivo de Hugo Chávez llegó a provocar duras críticas de la oposición venezolana en el sentido de considerar "Aló Presidente" como intervencionismo gubernamental en los medios de comunicación públicos.
La duración del programa es otra crítica frecuente de sus opositores. Un programa "Aló Presidente" tiene una duración promedio en las primeras 330 ediciones de seis horas. Con motivo del décimo aniversario del programa, se preparó un programa diario durante cuatro días, siendo este aspecto criticado por políticos opositores.

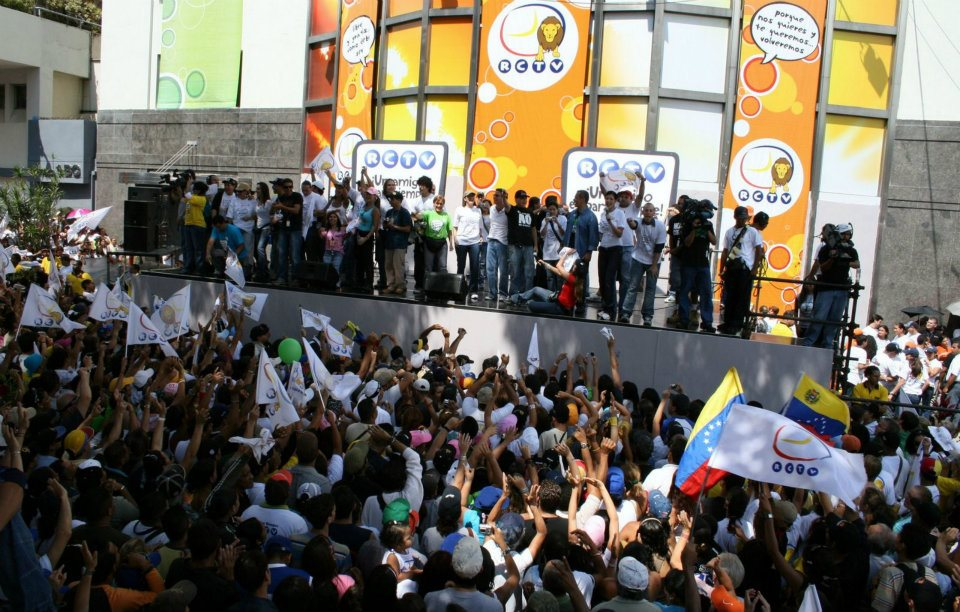
Protestas por el cierre de RCTV.

Por otra parte, el 28 de diciembre de 2006, el presidente Hugo Chávez no renovó la licencia a la cadena RCTV, que vencía al año siguiente, aduciendo que había participado de manera directa en el Golpe de Estado de 2002, por respaldar el paro petrolero 2002-03 y por reiteradas violaciones a la Ley de Responsabilidad Social en Radio y Televisión, así como otros hechos de mal manejo del espacio radioeléctrico, según las autoridades.
A otras cadenas como Venevisión y Televen les fue renovada la licencia para trasmitir por 5 años más, pese a ser acusada años antes por el gobierno de Chávez de participar en el mismo golpe. En la oposición al gobierno venezolano se interpreta que la medida fue favorable para Venevisión por minimizar sus críticas hacia el gobierno. El 29 de enero de 2012 se transmitiría el último Alo Presidente. Llegando a un total de 378 programas, 339 fueron televisados.

## Cronología
- El primer programa se emitió por Radio Nacional de Venezuela  el 23 de mayo de 1999.[13]
- El 27 de agosto de 2000 fue la primera transmisión conjunta del programa por Radio Nacional de Venezuela  y Venezolana de Televisión, fue la emisión número 40.
- El 22 de octubre de 2000 se realizó la primera transmisión usando señal satelital, que fue realizada desde la remota Isla de Aves.
- El 19 de noviembre de 2000 se realizó una transmisión especial desde el Palacio Nacional de Guatemala junto al entonces presidente Alfonso Portillo, siendo la primera transmisión del programa en el exterior. Esta edición del programa también se transmitió en Guatemala por medio de cadena nacional.
- En 2009 realizó sus primeras transmisiones usando el Satélite Simón Bolívar (Venesat-1).
- El jueves 28 de mayo de 2009 se realizó una transmisión especial del programa que pretendía dar paso a 4 días de emisión con pausas hasta el domingo 31 de mayo, para celebrar los 10 años en el aire.
- La primera semana de junio de 2009 el programa pasó a ser dividido en dos, uno teórico y otro práctico; estos se interrumpieron por el golpe de Estado en Honduras en 2009.
- El programa salió del aire definitivamente el 29 de enero de 2012, debido al cáncer que sufría Hugo Chávez y su posterior fallecimiento.